# Abbaye Saint-Michel de Frigolet
Pour les articles homonymes, voir Abbaye Saint-Michel et Saint-Michel.
L’abbaye Saint-Michel de Frigolet est une abbaye de chanoines prémontrés, située près de Tarascon à l'intérieur de la Montagnette, dans le département des Bouches-du-Rhône. Fondée au XIIe siècle, elle est isolée dans un vallon sauvage au milieu des pins, des oliviers et des cyprès, elle tire son nom de ferigoulo, le thym en langue provençale. L'abbaye accueille une communauté de prémontrés et dispose de deux hôtelleries monastiques, une librairie et un restaurant.

## Histoire

### Du Moyen Âge à la Révolution
Si des premières traces de constructions sont datées du VIIe siècle, l'histoire de Frigolet commence au XIIe siècle où s’installe la première communauté religieuse. En 1133, le nom du prieuré est mentionné pour la première fois. Une communauté de chanoines réguliers de saint Augustin est regroupée autour de son prieur Guillaume de Loubières. Le pape Adrien IV confirme cette installation en 1155. Les premières constructions sont alors élaborées : cloître, église romane et chapelle Notre-Dame,.
Au début du XIVe siècle le rattachement de Frigolet à la cathédrale de Notre-Dame-des-Doms par le pape Jean XXII entraîne le départ de la plus grande partie des chanoines qui ont dû délaisser l'abbaye pour occuper les stalles avignonnaises. Ce n'est qu'au XVIIe siècle que l'abbaye est de nouveau occupée par des augustins et des religieux hiéronymites (ou Pères de Saint-Jérôme) qui font revivre le prieuré jusqu'à la Révolution ; la chapelle est richement décorée. En 1675, le lieu est désormais appelé Notre-Dame-du-Bon-Remède.
Le 6 juillet 1788, la bibliothèque est détruite par un incendie. 
En 1791, tandis que la Révolution fait rage, le couvent est saisi et les quatre derniers chanoines présents dans l'abbaye sont dispersés.

### Renaissance et fermeture du site

#### De la reconstruction à la reconnaissance
Au début du XIXe siècle, le site devient un collège que fréquente Frédéric Mistral entre 1839 et 1841. Quelques années plus tard, en 1858, les bâtiments anciens sont rachetés par le père Edmond Boulbon, religieux trappiste du diocèse d'Aix devenu prémontré, à l'origine de la restauration de l'ordre en France. La vie conventuelle y est rétablie et la construction de l'ensemble actuel peut alors débuter, dont la grande abbatiale dédiée à l'Immaculée Conception et à Saint Joseph, qui enchâsse la chapelle romane Notre-Dame. 
Le 6 juin 1869, le pape Pie IX élève le prieuré de Frigolet au rang d'abbaye et, le 31 août, autorise le couronnement de la statue de Notre-Dame du Bon Remède dont la cérémonie a lieu le 15 octobre,. Le 29 septembre 1874, c'est la statue de saint Joseph qui est couronnée.

#### Le siège de l'abbaye
Le père Edmond Boulbon devient alors le premier abbé et connaît en 1880, l'expulsion des religieux par l'armée. Le 5 novembre, les prémontrés doivent être expulsés par la police qui, appuyée par la gendarmerie, ne peut pas procéder à l'application des décrets, la soixantaine de religieux s'étant retranchée dans l'abbaye avec 3 000 laïcs, dont Frédéric Mistral, Joseph de Cadillan, ancien député et maire de Tarascon, Hyacinthe Chauffard, ancien maître des requêtes, le comte Hélion de Barrème, publiciste et le comte Pierre Terray, futur maire de Barbentane.
Devant cette résistance imprévue, le préfet des Bouches-du-Rhône Eugène Poubelle réquisitionne — sur la demande du général Farre, ministre de la Guerre — le général Guyon-Vernier et le met à la tête du 26e régiment de dragons pour aller déloger les Prémontrés. Disposant de trois escadrons, c'est-à-dire 240 cavaliers, le général met en place un blocus de la forteresse, empêchant quiconque d'entrer mais permettant aux assiégés de sortir, ce que ces derniers mettent à profit pour faire évacuer les femmes. Des canons sont aussi installés, pointant vers l'abbaye.
Pendant que les catholiques enfermés dans l'abbaye chantent des cantiques et rédigent des bulletins, les troupes continuent le blocus. Guyon-Vernier fait relever deux escadrons de cavalerie par 500 hommes d'infanterie du 141e de ligne et conserve 80 dragons pour continuer à mailler les environs. Beaucoup de laïcs ayant quitté la forteresse, il ne reste plus que 800 hommes avec les religieux, tandis qu'une foule de 2 000 catholiques sont rassemblés dans les environs et tenus à distance par les troupes.
C'est le moment que choisit Guyon-Vernier pour lancer l'assaut : l'autorité civile procède aux sommations légales et, devant le refus des prémontrés, les portes de la place-forte sont enfoncées et la grille crochetée. Au moment de son interpellation, le révérend père déclare : « Nous sommes dans le douloureux devoir de vous déclarer que, vous et vos commettants, vous tombez sous le poids de l'excommunication majeure réservée au pape ». 68 religieux en habit sont interpellés et escortés à Tarascon par les dragons, tandis que deux religieux malades sont autorisés à demeurer sur les lieux.

Les chanoines sont finalement contraints à l'exil au prieuré de Storrington, en Angleterre. S'ils reviennent quelques années plus tard, ils subissent une nouvelle expulsion des congrégations en 1903. Ils partent alors en exil à l'abbaye Notre-Dame de Leffe, en Belgique où ils participent à la reconstruction des bâtiments. Ils ne retrouvent Frigolet que 20 ans plus tard. 

Le siège de Frigolet vu par la presse illustrée
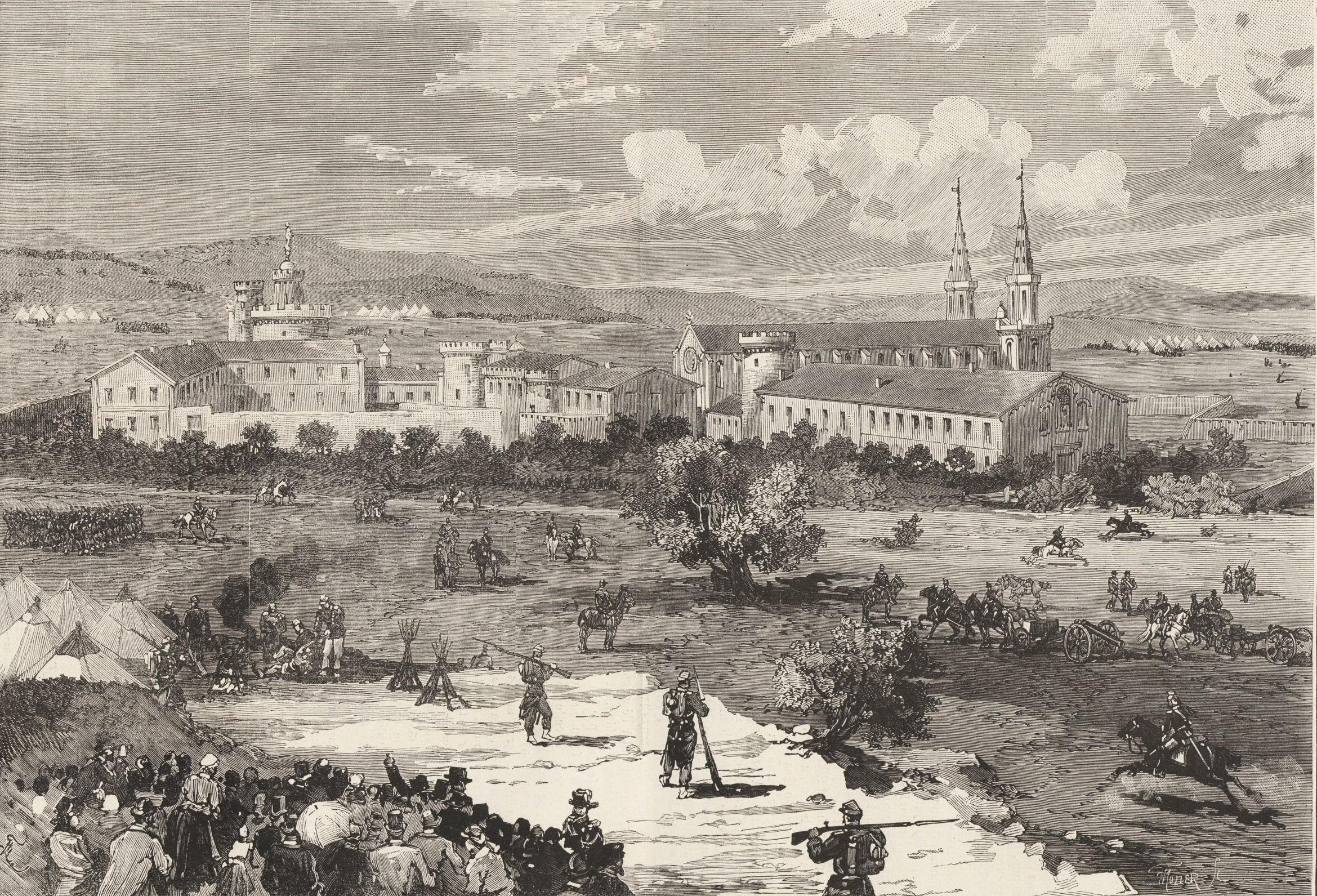
Emplacement des troupes du général Guyon-Vernier, le 8 novembre 1880. Dessin du Monde illustré.
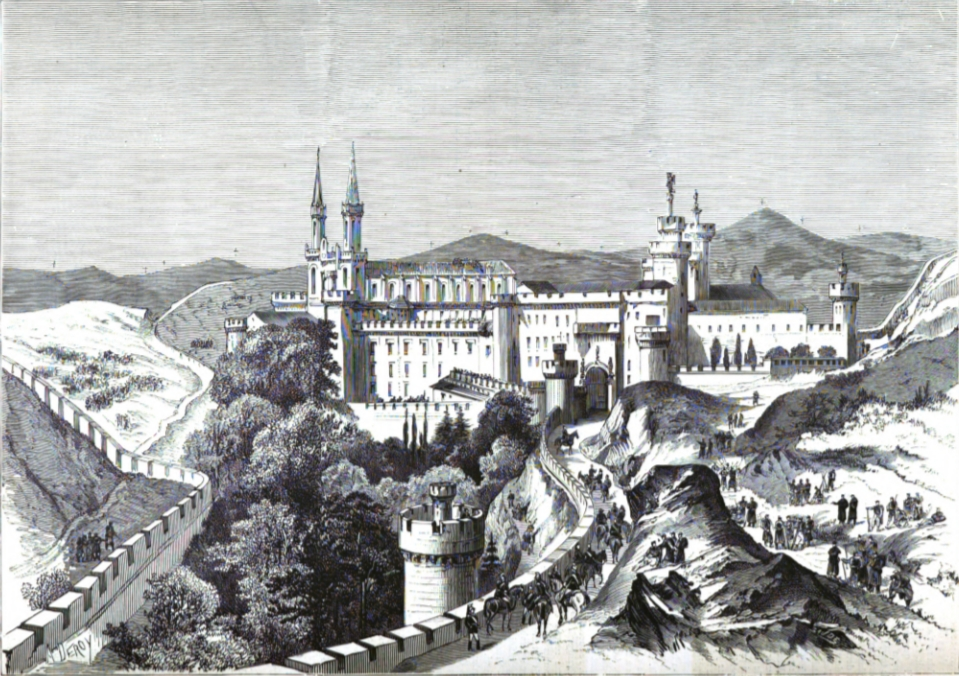
Le couvent des Prémontrés cerné par les troupes, positionnées sur les crêtes. Dessin de L'Illustration.
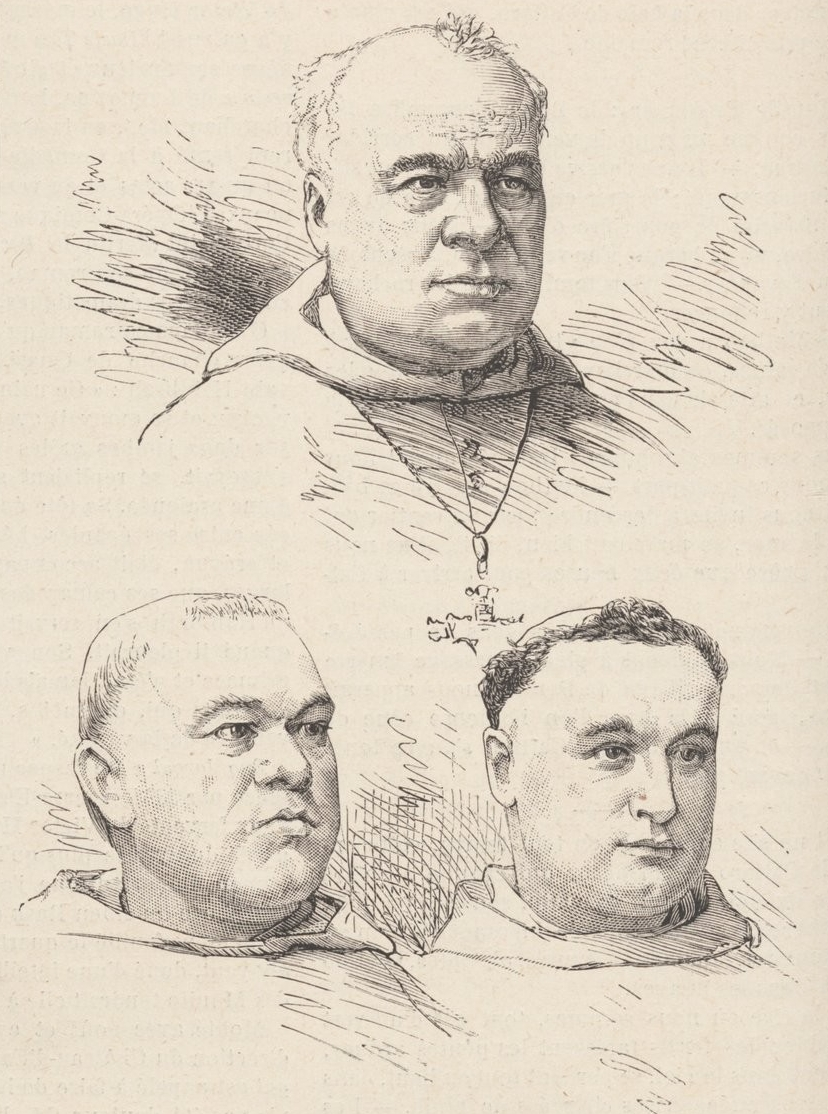
Les administrateurs de l'abbaye qui ont dénoncé le siège à la Cour d'appel d'Aix-en-Provence.

### Époques moderne et contemporaine
En 1926, l'évêque Jean-Baptiste Penon s'y retire puis y meurt 3 ans plus tard.
En 1984, l'abbatiale est élevée au rang de basilique par le pape Jean-Paul II, à la suite de l'afflux constant de pèlerins,. 
Les bâtiments devenant insalubres, d'importants travaux sont entrepris entre 2010 et 2014 ; puis une étude est menée.
Depuis septembre 2016, l'abbaye abrite une école catholique et un collège hors contrat. 
Le 14 juillet 2022 au soir, un incendie dans le massif forestier de la Montagnette est déclenché par le passage d'un train, responsable de trois départs de feu. Le lendemain, les 80 personnes sur place doivent quitter l'abbaye, pour ne revenir que trois jours plus tard. L'abbaye, au cœur de massif, a pu être sauvée des flammes grâce à l'intervention des pompiers sur place et aux largages des canadairs,. 
Le 18 juillet, un épisode similaire se produit en Bretagne, où la chapelle du Mont Saint-Michel de Brasparts échappe à un terrible incendie qui l'encercle.[pertinence contestée]

## Abbés de Frigolet
Liste des abbés de Frigolet depuis la restauration de l'ordre de Prémontré.
1. Edmond Boulbon (16 septembre 1869-18 mars 1881), est élu lors de l'élévation du prieuré au rang d'abbaye[15], puis démissionne[16]. Auparavant il avait été prieur du monastère (1858-1869)[17].
2. Paulin Boniface (11 avril 1881-1893), est nommé par décret pontifical[16], puis contraint de démissionner[18].
3. Denis-Hubert Bonnefoy (21 mars 1899-20 septembre 1899), est nommé par l'abbé général de l'ordre et décède en fonction[18].
4. Godefroid Madelaine (10 octobre 1899-1920), est élu par les chanoines de l'abbaye[18], puis démissionne[19].
5. Adrien-Auguste Borelly (15 janvier 1920-1928), est élu, puis démissionne pour cause d'infirmité[19],[20].
6. Léon Perrier (1928-1946)[21].
7. Norbert Calmels (9 mai 1946-19 septembre 1962), est élu puis démissionne après son élection comme abbé général de l'ordre[22].
8. Gérard Joseph Raymond (1963-1978), est élu puis démissionne[23].
9. Marc Vaillant[réf. souhaitée]  (1978-1992).
10. Thomas Gilbert Secuianu (14 juin 1992[24]- 2015[25]).
11. Jean-Charles Leroy : prieur actuel (depuis 2015)

Le père Alphonse Pugnière avait été élu comme troisième abbé le 29 octobre 1898, mais il avait refusé son élection.

## Architecture

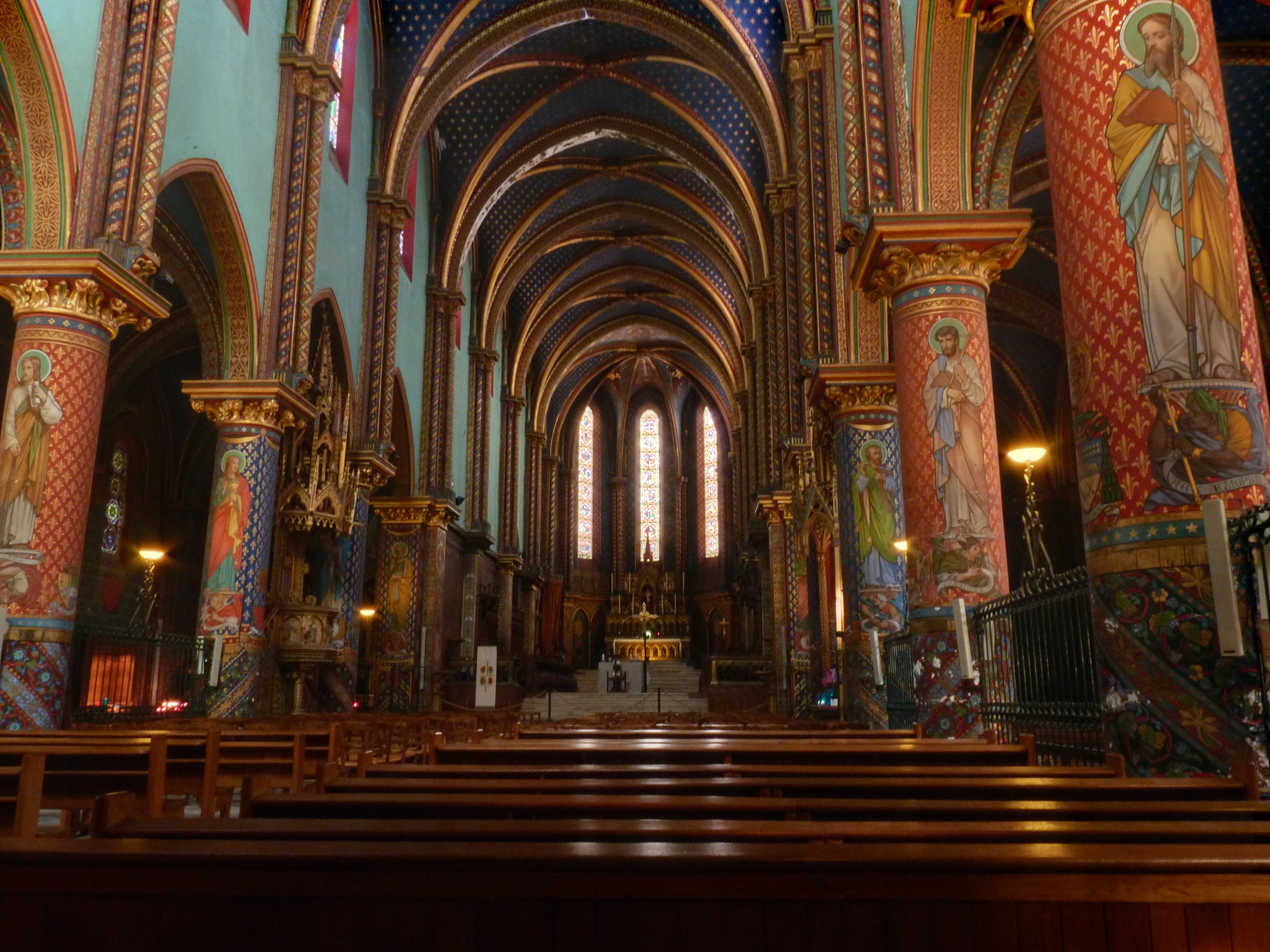
Intérieur de l'église abbatiale.

- L'église Saint-Michel, romane, date du XIIe siècle ; très restaurée au XIXe siècle, elle est agrandie d'une travée à l'ouest.
- La basilique de l'Immaculée-Conception de style néogothique, est consacrée en 1866. L'intérieur de la grande nef est entièrement recouvert de peintures murales à l'huile d'Antoine Sublet sur le modèle de la Sainte-Chapelle à Paris. La structure romane de la chapelle du XIIe siècle, Notre-Dame-du-Bon-Remède, est cachée sous une décoration baroque de boiseries et de tableaux du XVIIe siècle.
- Le cloître, de pur style roman date du XIIe siècle, est remanié au XVIIe siècle.

## Protection
L'abbaye est classée au titre des monuments historiques une première fois par un arrêté du 25 novembre 1921 portant sur le cloître et la chapelle ; elle est ensuite inscrite par un arrêté du 13 mars 1995 portant sur les façades et toitures des bâtiments, les murs de clôture, les tourelles, la citerne, la chapelle Saint-Michel, les salles situées autour du cloître (salle capitulaire, parloir, réfectoire, sacristie) et l'église abbatiale.
Enfin, la totalité de l'église abbatiale est classée par un arrêté du 5 juin 2015.

## Galerie

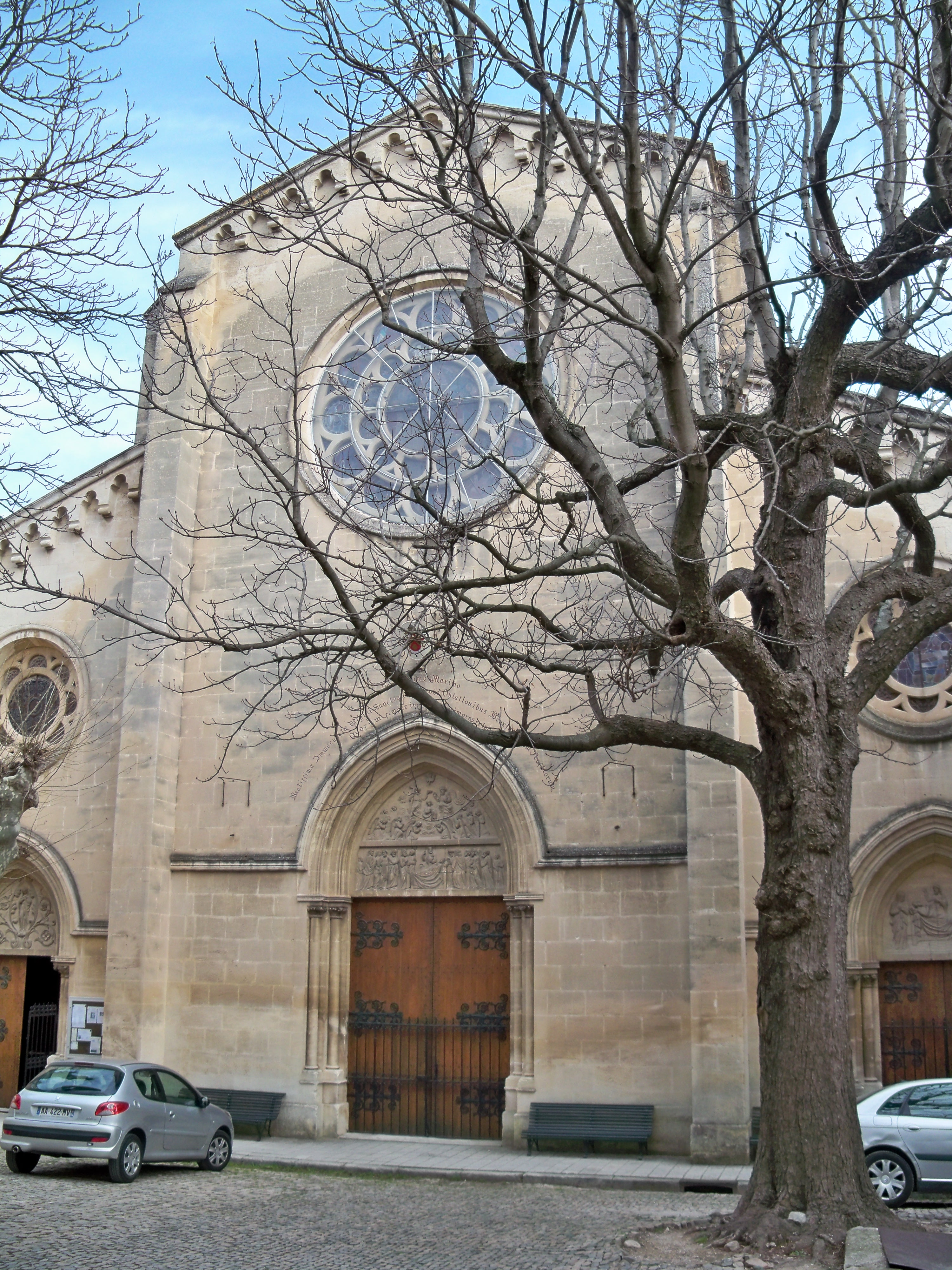
Façade de la basilique de l'Immaculée Conception.
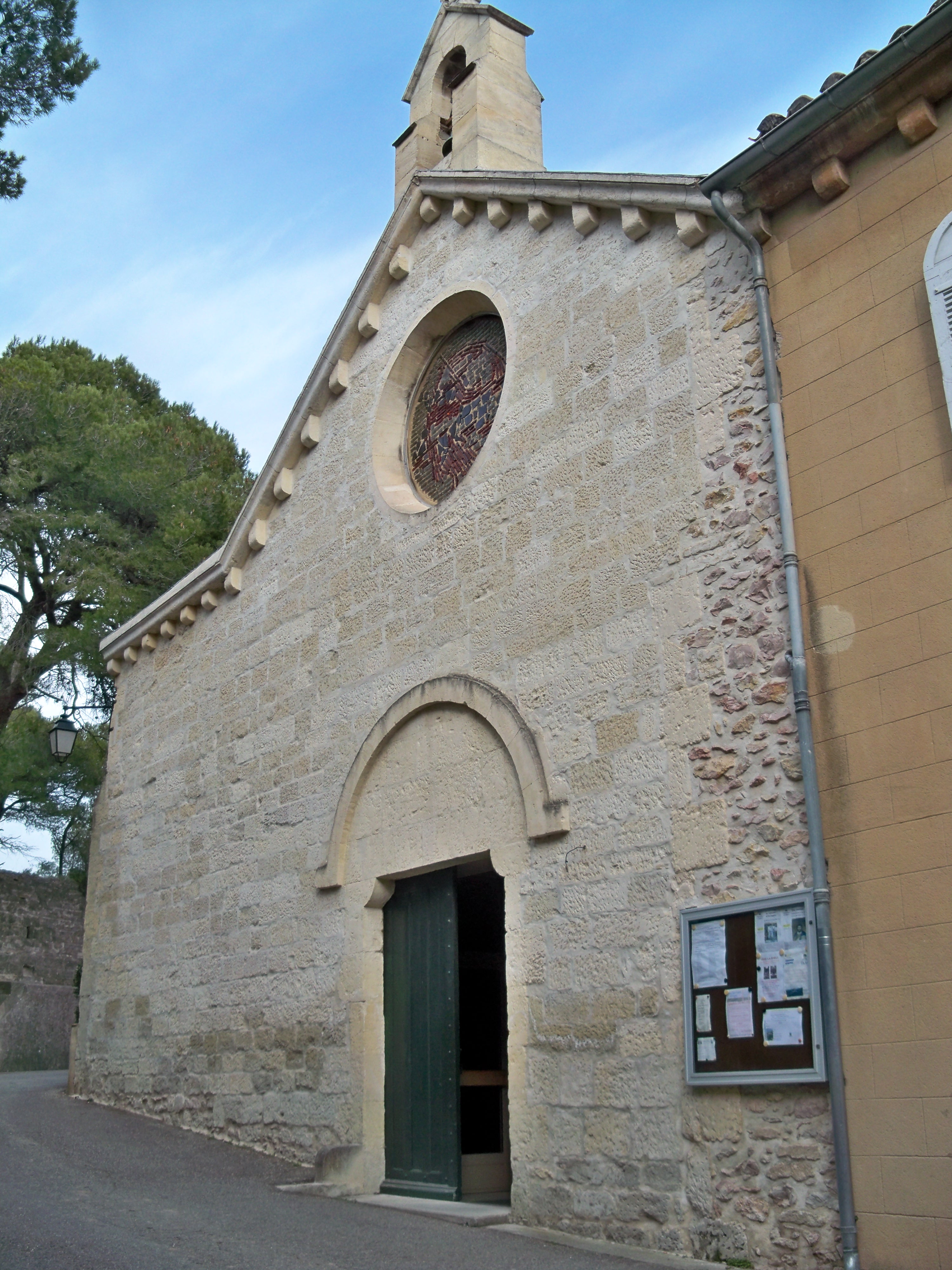
Façade de l'église Saint-Michel.
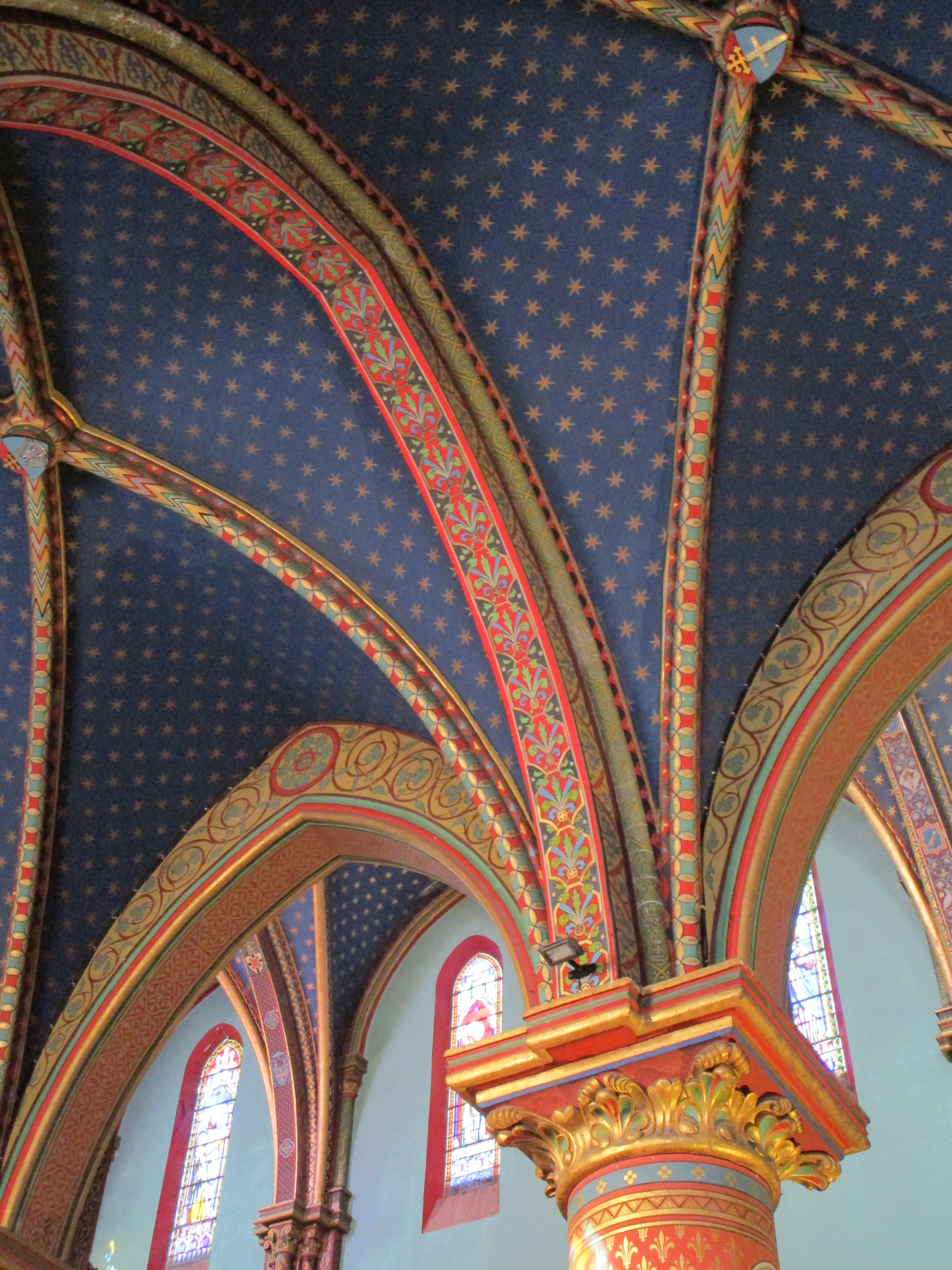
Détail des voûtes de la basilique de l'Immaculée Conception.
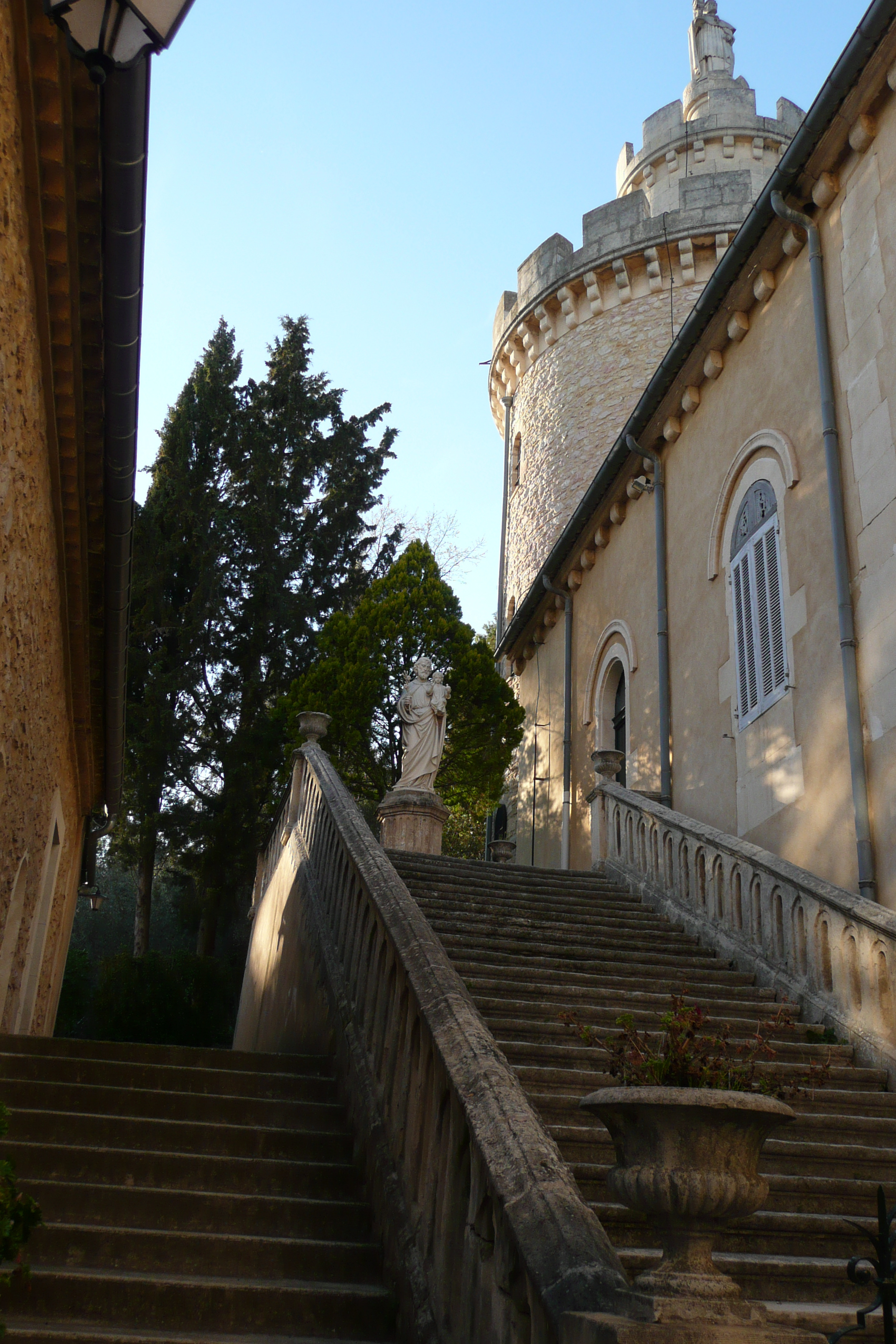
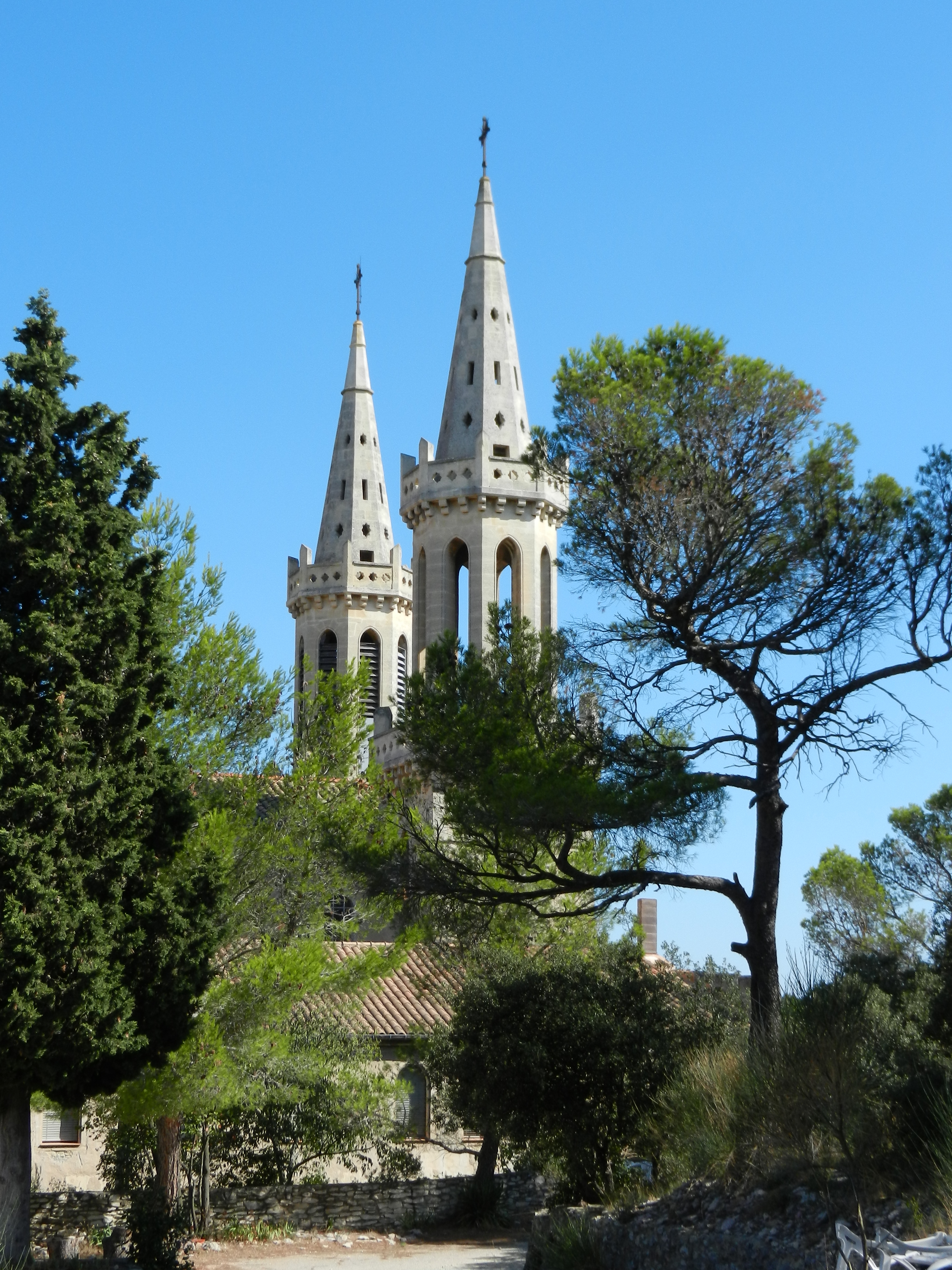
Clochers de la basilique.
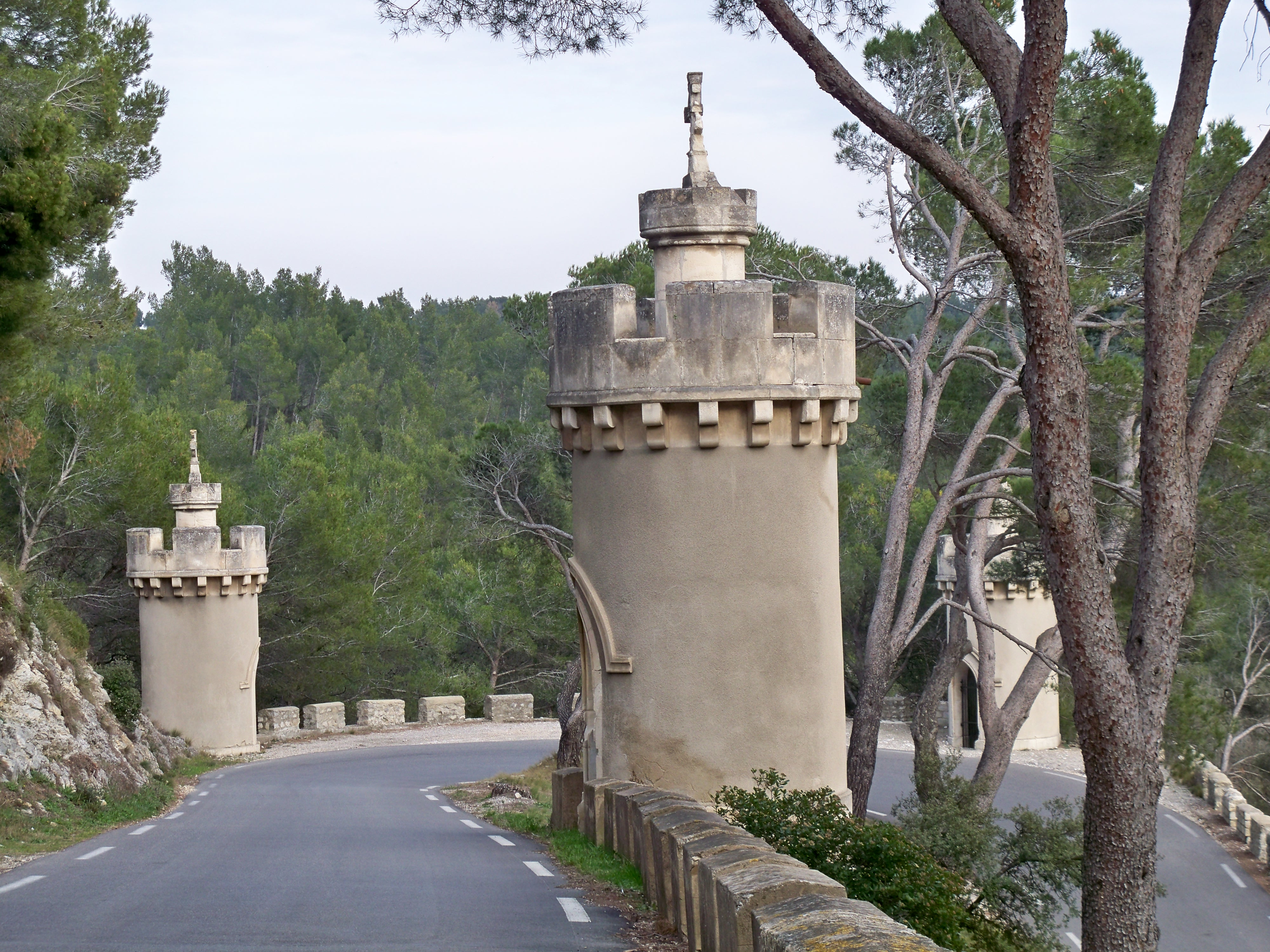
Sur la route d'accès à l'abbaye s'étend un chemin de croix constitué par des tourelles.
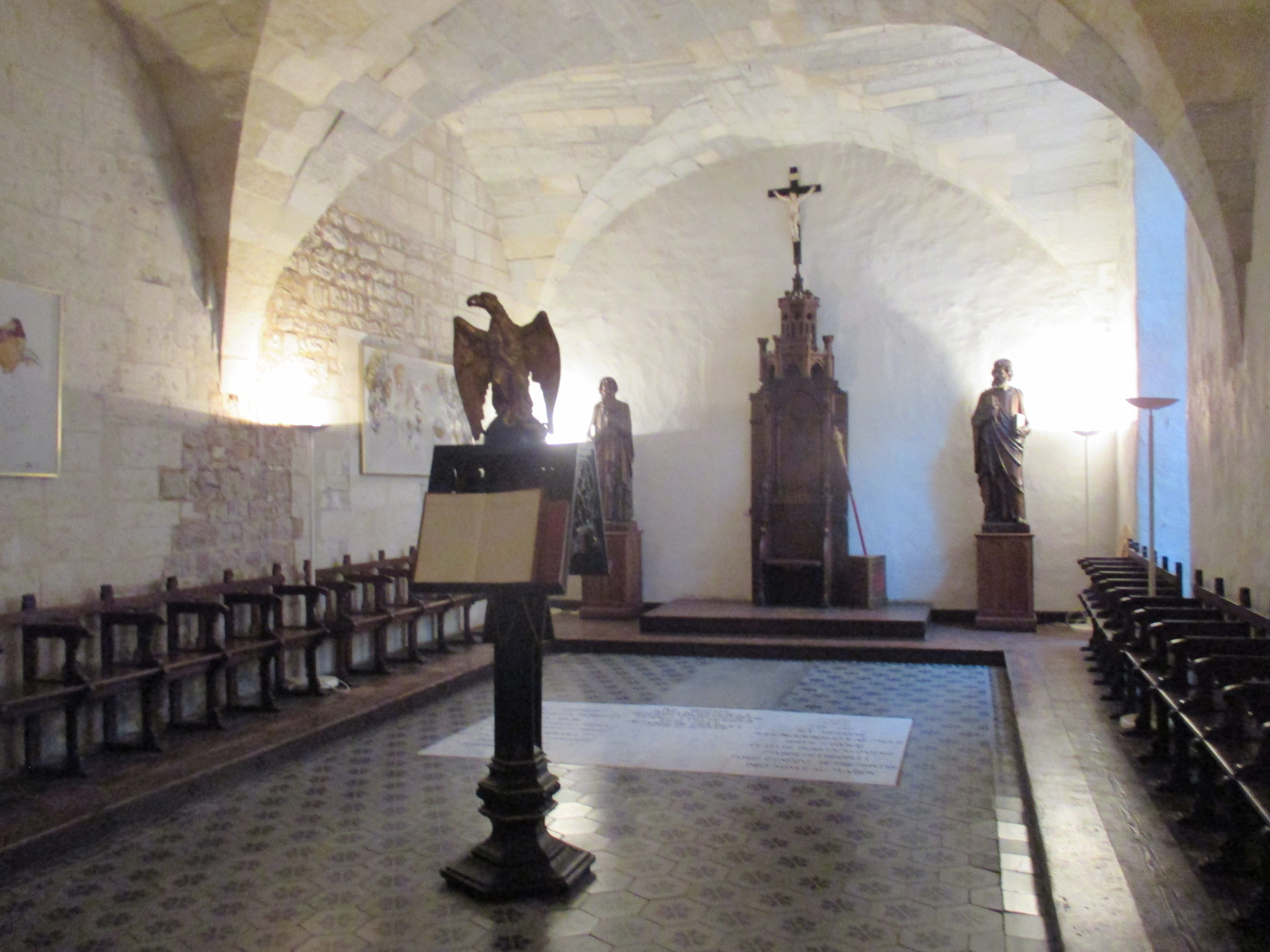
Salle capitulaire.
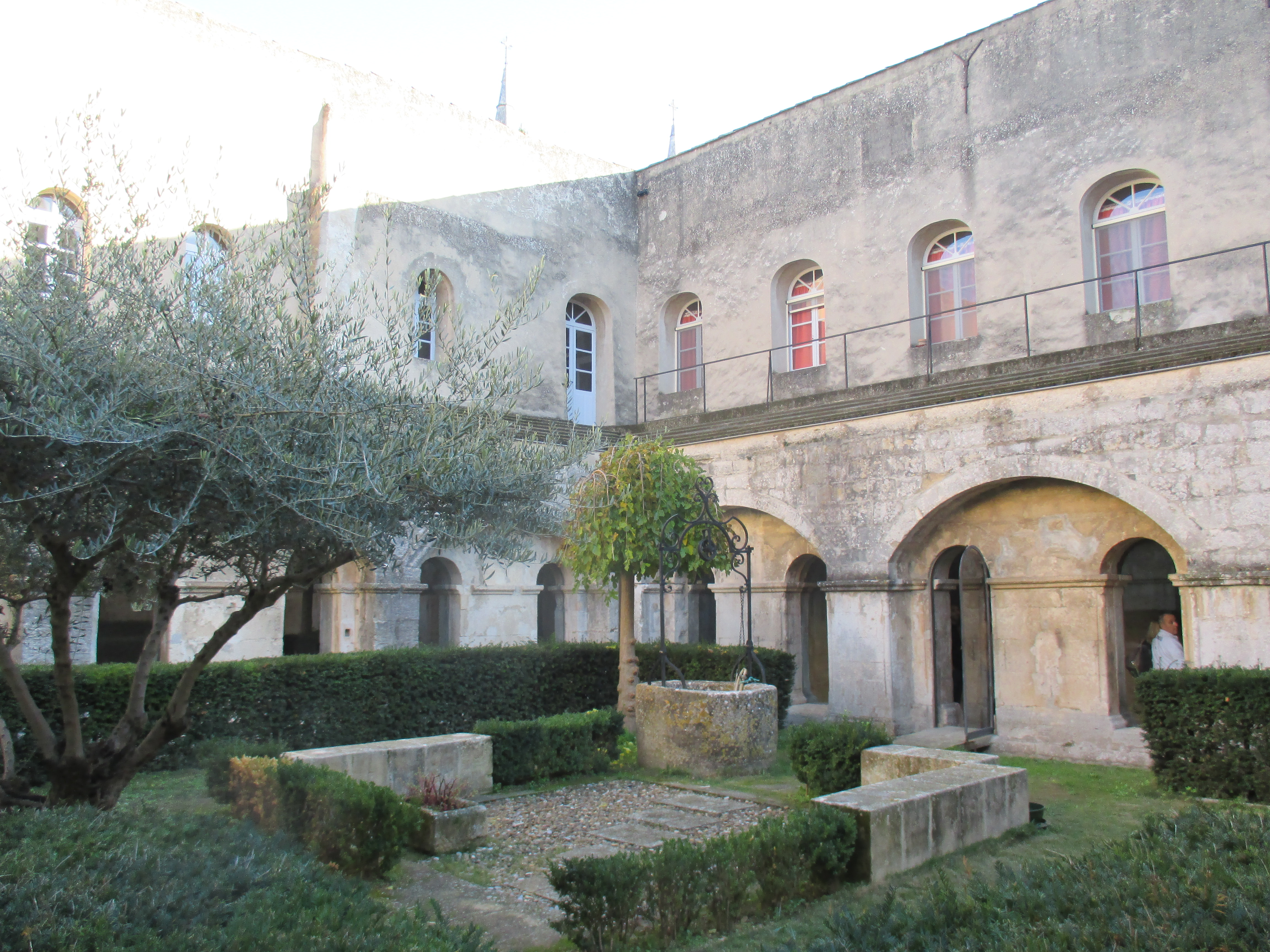
Cloître.